# Georges Cuvelier
Georges Arthur Cuvelier (* 26. Oktober 1895 in Paris; † 7. Mai 1974 in Épinay-sur-Orge) war ein französischer Radrennfahrer und Sportlicher Leiter.

## Sportliche Laufbahn
Cuvelier war im Straßenradsport aktiv. Mit dem Radsport begann er im Verein C. A. Courbevoisien. Der deutsche Radrennfahrer Walter Rütt war einige Zeit Stammkunde im Metzgerladen der Eltern von Cuvelier in Paris und begeisterte den Sohn für den Radsport. 1914 bestritt Cuvelier sein erstes Rennen. Nach einigen guten Ergebnissen als Amateur wurde er 1923 Berufsfahrer und blieb bis 1929 als Radprofi aktiv. 1922 war er im Eintagesrennen Paris–Reims erfolgreich. 1923 siegte er in der Gesamtwertung des Critérium des Aiglons und holte einen Etappensieg. Die Tour du Sud-Est gewann er 1929 vor Louis Bajard. Dabei gewann er sechs Etappen. In der Katalonien-Rundfahrt 1927 gelangen Cuvelier drei Etappensiege. Dritte Plätze holte er in der nationalen Straßenmeisterschaft 1924, im Critérium des Aiglons 1925, in der Katalonien-Rundfahrt 1927 und bei Paris–Le Havre 1929. 
Viermal war er am Start der Tour de France. 1923 wurde er 20., 1924 12. und 1926 8. der Gesamtwertung. 1927 schied er aus.

## Berufliches
Nach dem Ersten Weltkrieg betrieb Cuvelier einen Autohandel. 1948 wurde er Sportlicher Leiter des Radsportteams Cilo und 1949 technischer Direktor des französischen Teams der Straßenfahrer.